# Un angelo di cristallo
Un angelo di cristallo (Sins of Silence) è un film drammatico statunitense del 1996 di Sam Pillsbury.

## Trama
Una ragazza di nome Sophie cerca l'aiuto di Molly, una consulente esperta, dopo essere stata violentata da un ragazzo appartenente ad una ricca famiglia.